# 시위안역
시위안역(중국어: 西苑站)은 중국 베이징시 하이뎬구 칭룽차오 가도 이허위안로와 완촨허로 교치로 북서쪽에 위치한 베이징 지하철 4호선과 16호선, 그리고 장기 계획중인 15호선 2기의 지하철 환승역이다. 4호선의 역명을 처음 정할 때는 “이허위안역(颐和园站)”이었으나 현재의 “시위안역(西苑站)”으로 개명되었다. 4호선 역은 2009년 9월 28일 베이징 지하철 4호선을 따라 정식으로 개통되었으며, 16호선 역은 2016년 12월 31일에 개통하였다. 이 역은 시위안 교통환승센터(西苑交通枢纽)의 일부이다.

## 위치
시위안역은 이허위안로(颐和园路) 상에, 이화원(颐和园) 동궁문 동쪽, 완촨허 쾌속로 서쪽에, 이허위안로·완촨허로, 왼촨허 쾌속로 고가도로의 교차로 서북쪽에 위치하고 있다. 북쪽으로는 시위안 교통환승센터(西苑公交枢纽, 이무위안(一亩园) 환승센터라고도 함)가 위치한다. 4호선 역은 이허위안로를 따라 북서-남동쪽으로 배치되어 있으며, 16호선 역은 완촨허 고가도로 남쪽의 시위안 환승센터 아래에 있다.

## 역 구조
4호선 시위안역은 지하 섬식 승강장으로 역으로 시위안 환승센터 남쪽에 있으며, 16호선 시위안역은 지하 3층 섬식 승강장으로, 4호선역 북측에 있다. 지하 1층은 대합실(4호선과 왕복통로로 환승), 지하 2층은 설비층, 지하 3층은 승강장층이다. 16호선은 시위안역 동남쪽 하단에서 4호선 자리를 지난다.
| 지면층                      | 지면                            | 시위안 환승센터, A－C출구                   |
| 지하 1층 4, 16호선 대합실층 | 대합실                          | 보안 검색, 자동발매기, 고객 센터 등         |
| 지하 2층 4호선 승강장층     | 16호선 설비구역                 | 16호선 역설비                               |
| 지하 2층 4호선 승강장층     | ←                               | ■ 4호선 안허차오베이 방면(베이궁먼)         |
| 지하 2층 4호선 승강장층     | 섬식 승강장, 왼쪽 출입문이 열림 |                                             |
| 지하 2층 4호선 승강장층     | →                               | ■ 4호선 톈궁위안 방면 (다싱선) (위안밍위안) |
| 지하 3층 16호선 승강장층    | ←                               | ■ 16호선 베이안허 방면 (눙다난루)           |
| 지하 3층 16호선 승강장층    | 섬식 승강장, 왼쪽 출입문이 열림 |                                             |
| 지하 3층 16호선 승강장층    | →                               | ■ 16호선 완핑청 방면 (완촨허차오)           |

### 대합실 및 환승
시위안역은 4호선과 16호선 대합실 모두 지하 1층에 위치하고 있으며, 120m 길이의 Y자형 양방향 환승통로로 연결되어 있다.
4호선 시위안역 대합실과 및 승강장의 기둥 양옆에는 흰색 만자 브로케이드 부조가 있고, 다른 양옆면에는 주홍색 모자이크 타일로 붙여졌으며, 천장에는 붉은색 알루미늄 스트립을 입혀 클래식 갤러리의 분위기를 살렸다. 16호선 시위안역의 대합실 면적은 2,642 ㎡이며, 16호선 1차구간의 나머지 역과 같은 천장이 없어 4.6m 높이에 이른다. 16호선 시위안역에는 붉은색과 베이지색 기둥을 교대로 배치하였다. 기둥의 바닥 부분은 모두 고동색이고, 벽은 베이지색이다.

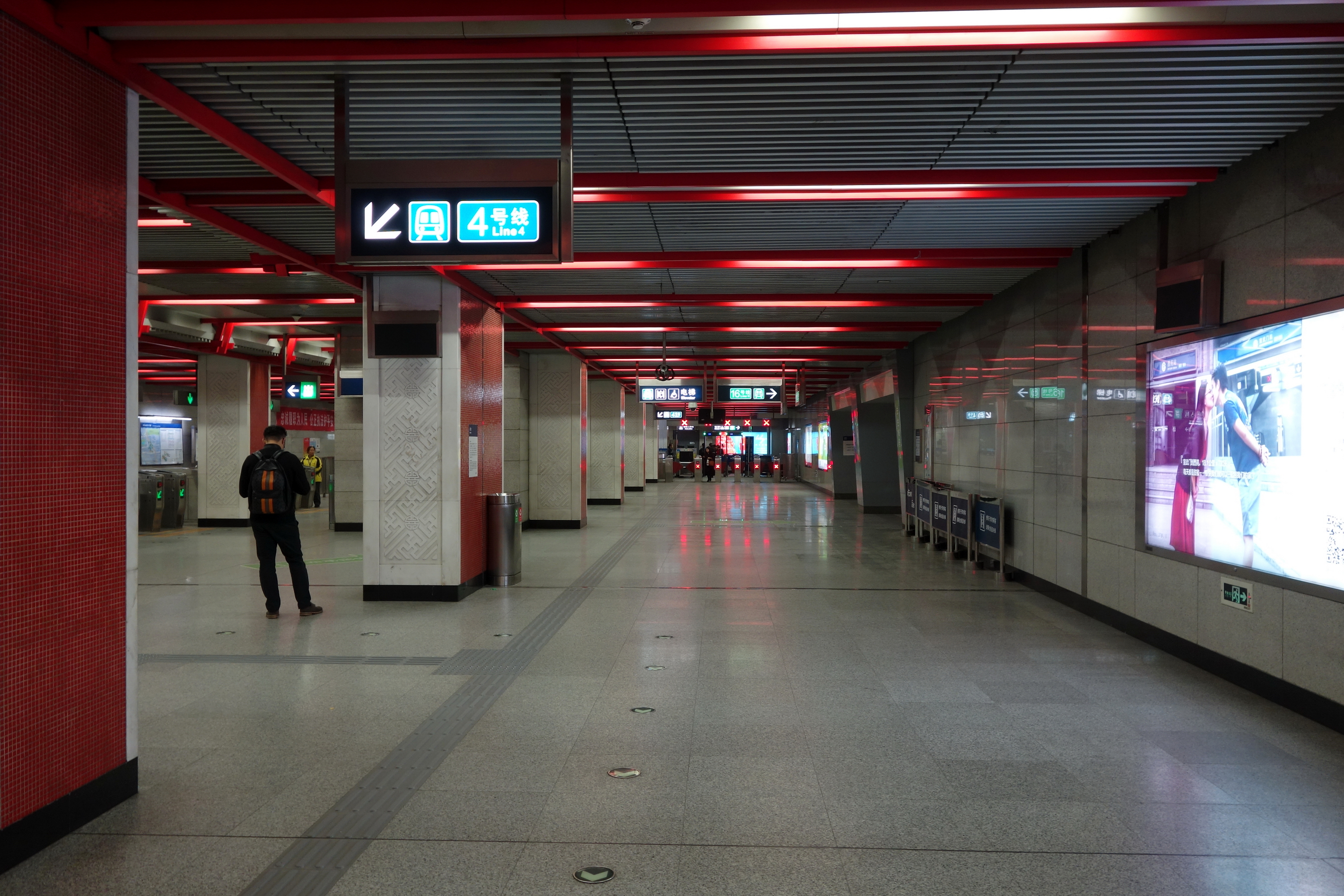
시위안역 4호선 대합실
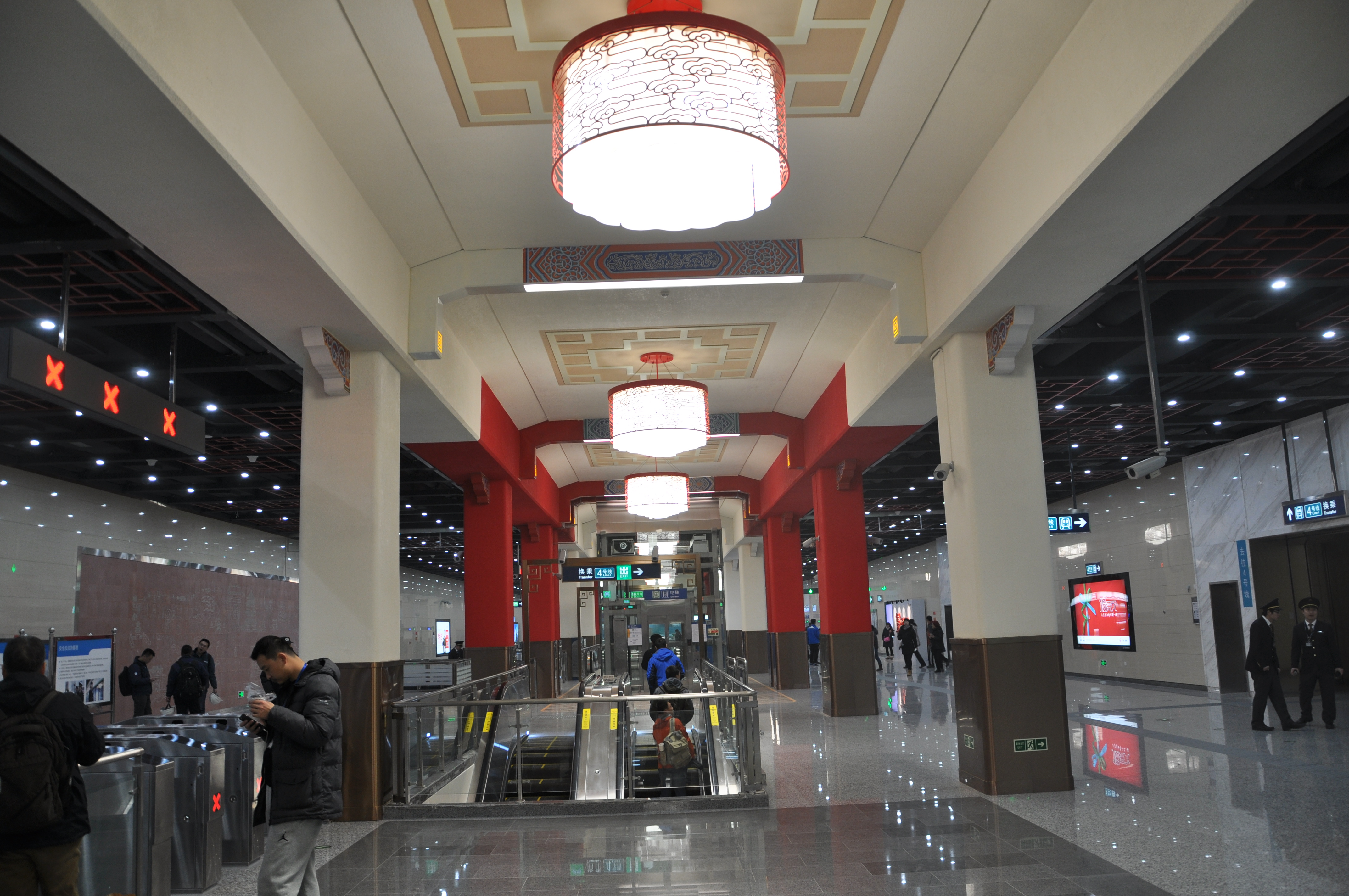
시위안역 16호선 대합실, 북쪽에 벽화 "이화원의 장수 언덕"《颐和园万寿山图》이 있고, 남쪽에는 환승 통로가 있다.
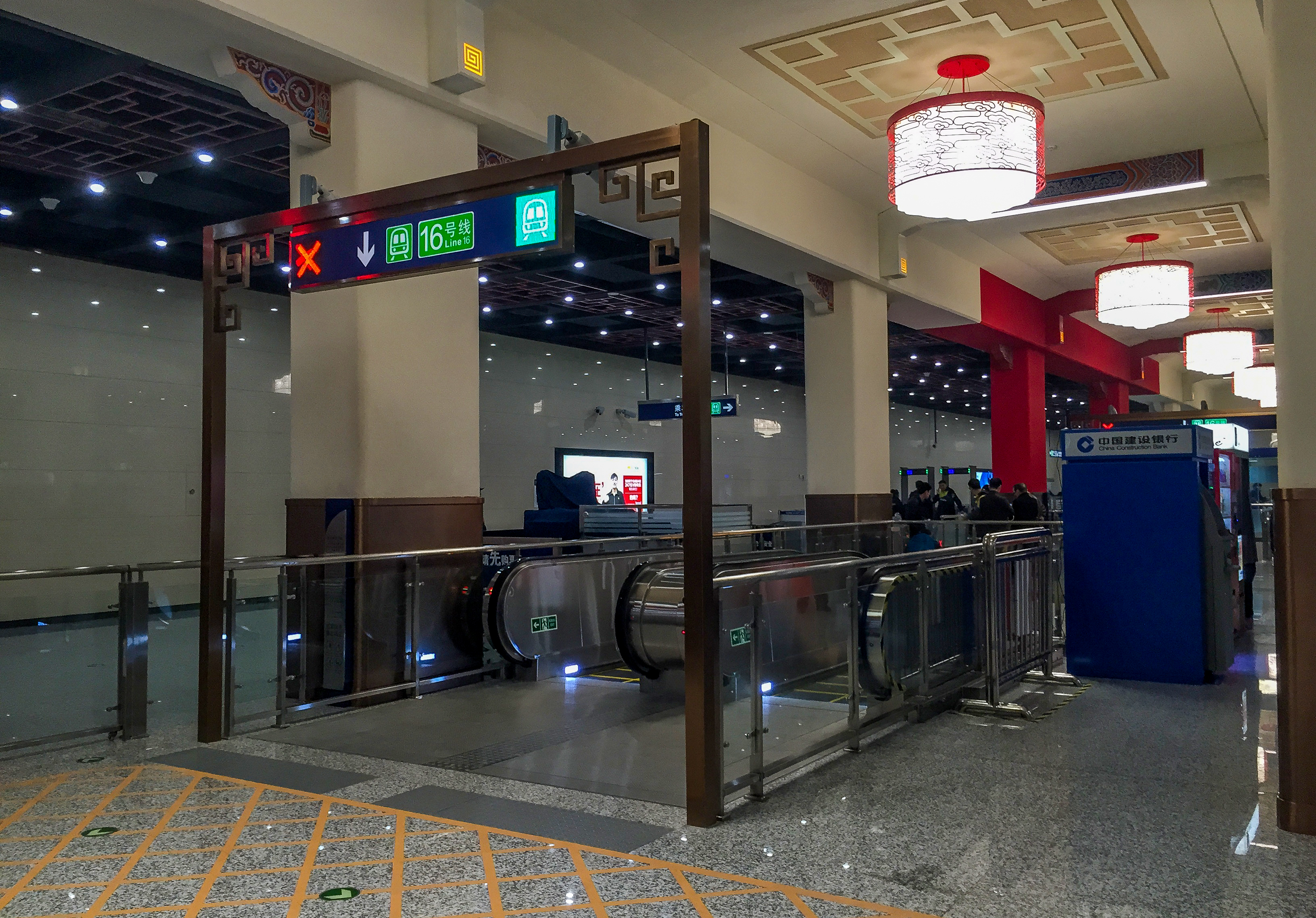
시위안역 16호선 대합실 에스컬레이터 입구
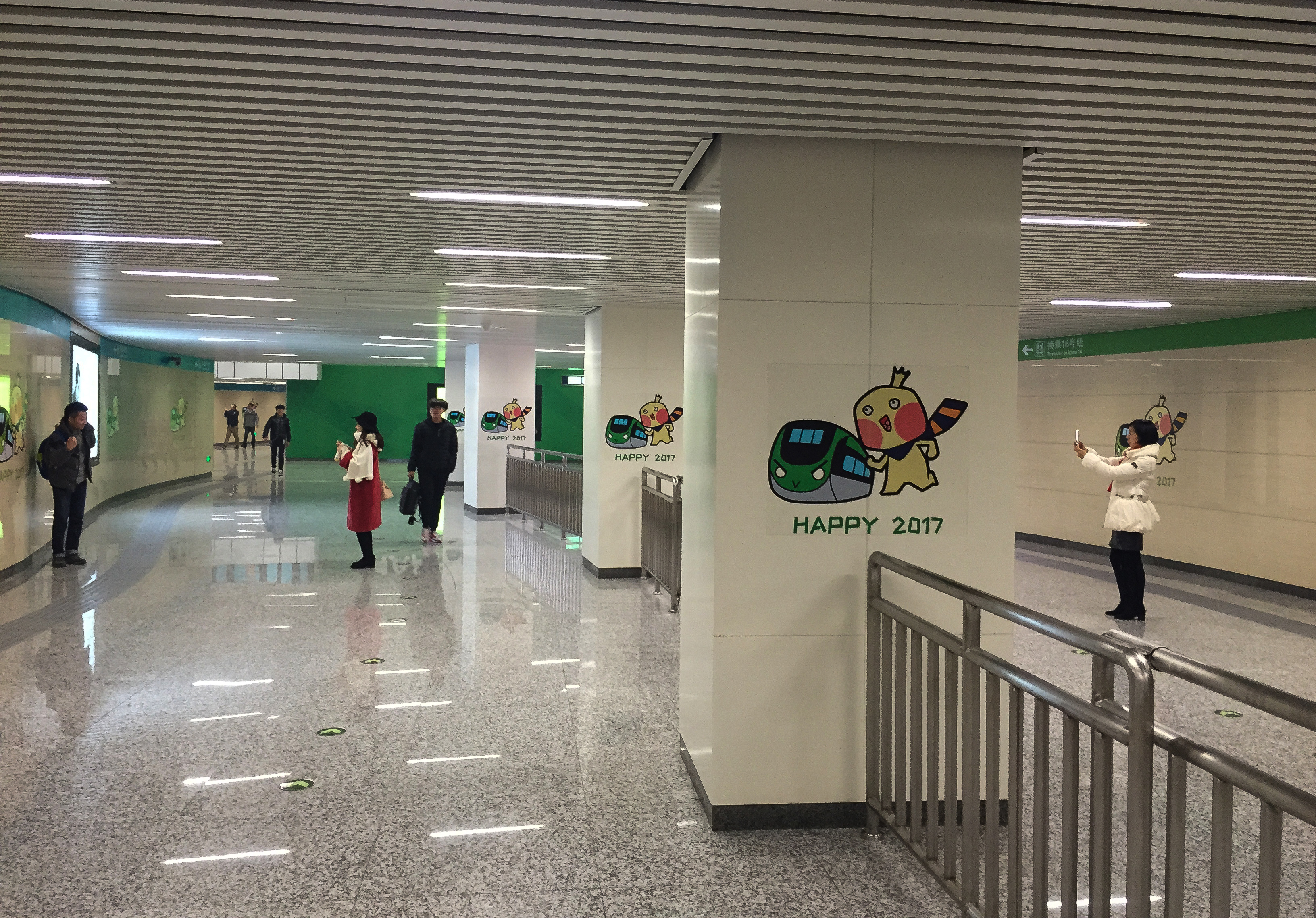
시위안역 환승 통로 중부, 북쪽에 분기점이 보인다.
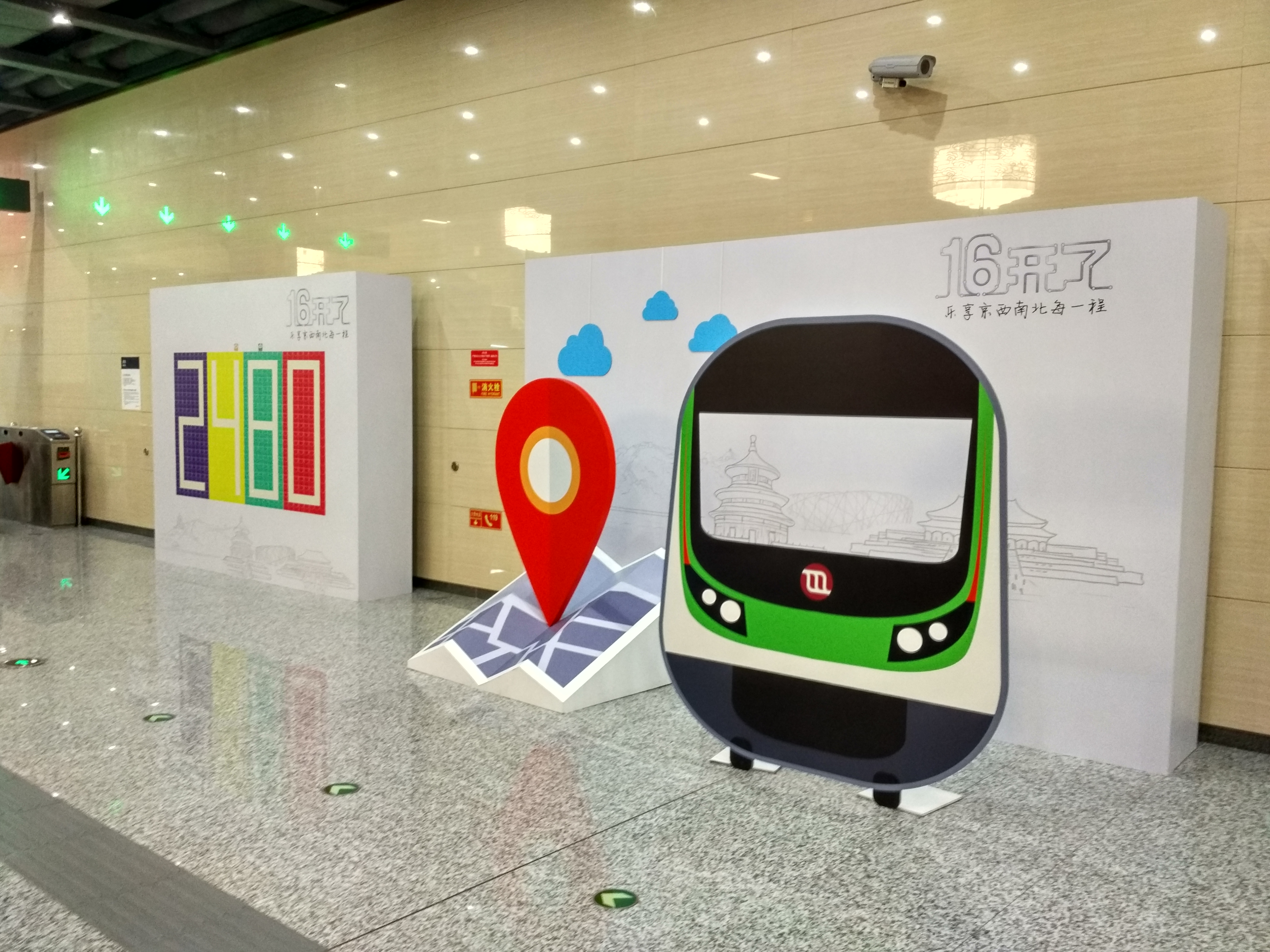
16호선 대합실의 개장 홍보물, 왼쪽의 "2480"은 16호선 8A형 차량의 최대 탑승 인원을 나타낸다.

### 승강장
시위안역 4호선 승강장은 이화원로 아래, 16호선 승강장은 시위안 교통환승센터 아래에 위치하고 있으며, 양 노선 모두 섬식 승강장으로 중앙에는 승강장까지 이어지는 직계단이 설치되어 있다. 16호선 시위안역은 16호선 1차 개통 구간의 종착역으로서 역앞 회차를 채택하여 북쪽 승강장만을 사용하였으나, 2020년 11월 16일 남쪽 승강장이 개방되었다.

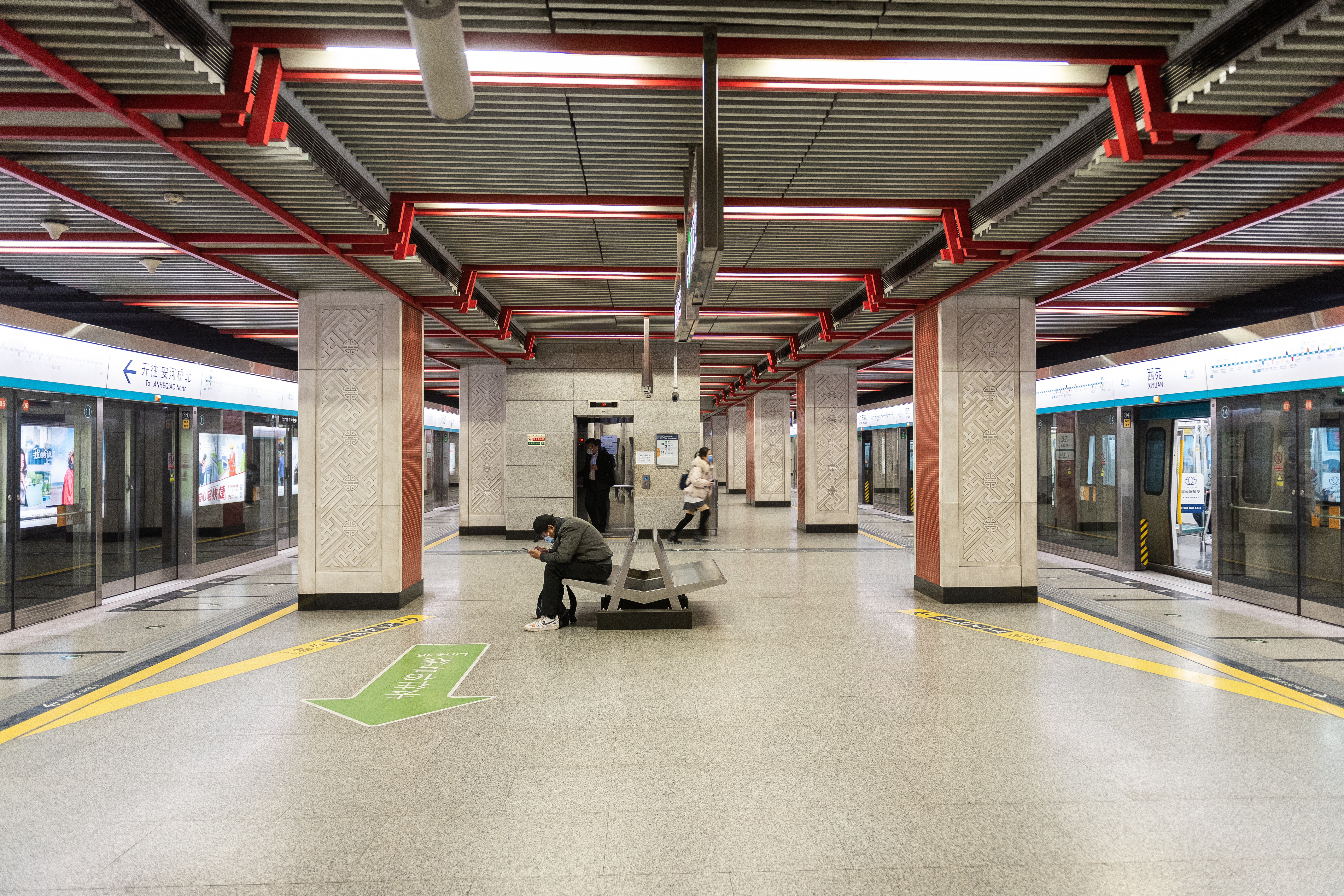
시위안역 4호선 승강장
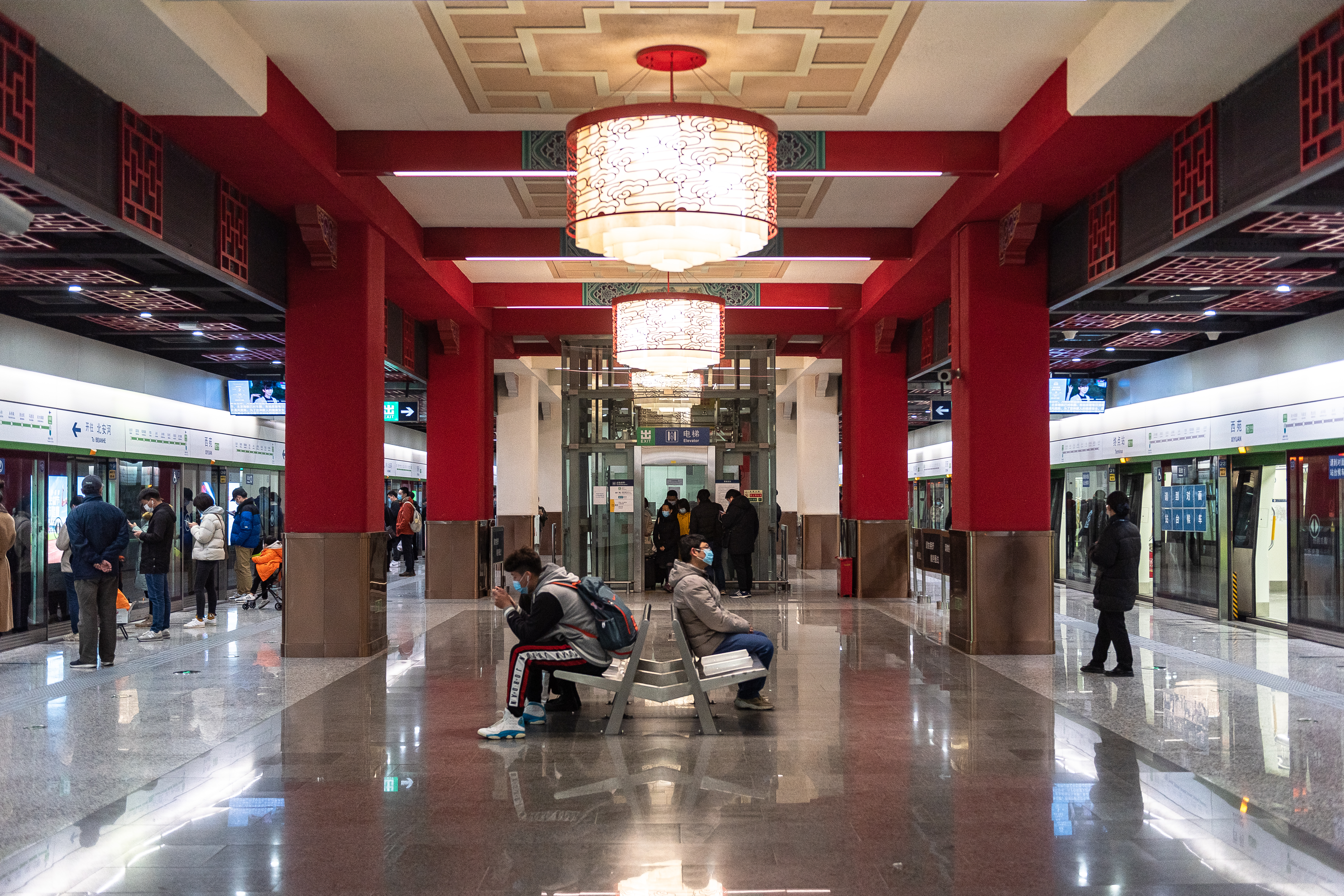
시위안역 16호선 승강장, 사진 우측 남행 승강장은 현재 하행열차의 승하차 용도로 사용되고 있다.
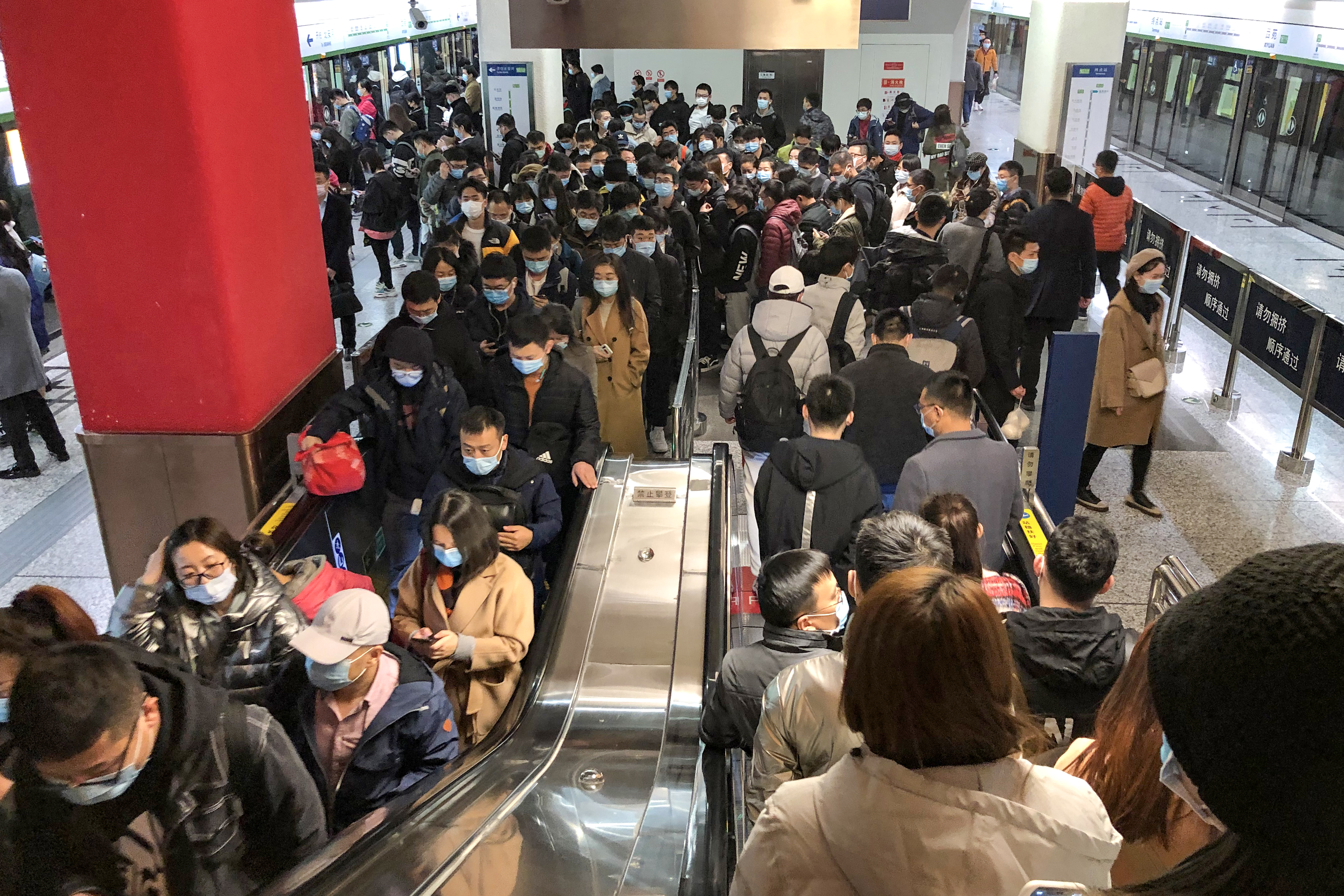
저녁 퇴근시간대의 16호선 시위안역 양쪽 방향. 모두 비교적 많은 승객이 이동한다.

### 출구
16호선 개통 전 시위안역에는 4개의 출구가 있었다.: 서북(A), 동북(B), 동남(C1, C2). A출구, B출구는 시위안 교통환승센터와 이어지며, C2는 이화원동궁문과 가깝다. 16호선이 개통되면서 시위안 환승센터 동쪽에 B2 출구가 새로 생겨 출구수가 5개로 늘었으며,또 시위안 환승센터내 기존 B출구를 B1출구로 바꿨다. A출구에는 지상과 대합실층을 잇는 계단이 설치되어 있다.각 출구마다 출구 주변을 표시하는 건물 및 시설물 표지가 설치되어 있다.
|                         |                 | |
|                         |                 | |
| 출구                    | 지시            | 출구 인근 |
| 出口 · A                | 시위안 환승센터 | 이허위안로(북측), 시위안 환승센터(西苑交通枢纽), 국제관계학원, 학습시보, 완촨허로, 시위안베이교                                     |
| 出口 · B · 1            | 이허위안로      | 이허위안로(북측), 시위안 환승센터, 북대원정숙소관리센터(北大园丁宿舍管理中心), 시징위안 공동묘지, 완촨허로, 이무위안 동로, 시위안교 |
| 出口 · B · 2            | 이허위안로      | 이허위안로(북측), 시위안 환승센터, 북대원정숙소관리센터(北大园丁宿舍管理中心), 시징위안 공동묘지, 완촨허로, 이무위안 동로, 시위안교 |
| 出口 · C · 1            |                 | 이허위안로(남측), 룽후싱웨후이 상가(龙湖星悦荟商业街), 중국 중의과학원 시위안병원, 시위안 초등학교, 얼룽자로, 둥즈로, 시위안 병원로 |
| 出口 · C · 2            | 이화원          | 이허위안로(남측), 룽후싱웨후이 상가, 이화원(颐和园), 퉁칭가, 얼룽자로, 칭룽교, 시위안                                               |
| 아이콘 설명: 엘리베이터 |                 | |

## 교통 연결
본 역은 시위안 환승센터(西苑公交枢纽)에서 출발하는 버스 노선, 시위안을 지나는 버스 노선 등으로 환승할 수 있다. 통과하는 노선이 많기 때문에 시위안이라는 버스 정류장은 여러 개가 있다. 서행(西行) 정류장은 이허위안로의 북쪽에 동서로 분포되어 있으며, 동행(東行) 정류장은 중즈로-이허위안로 교차로 남서쪽과 이허위안로-둥즈로 교차로 남동쪽에 있다.

## 역사

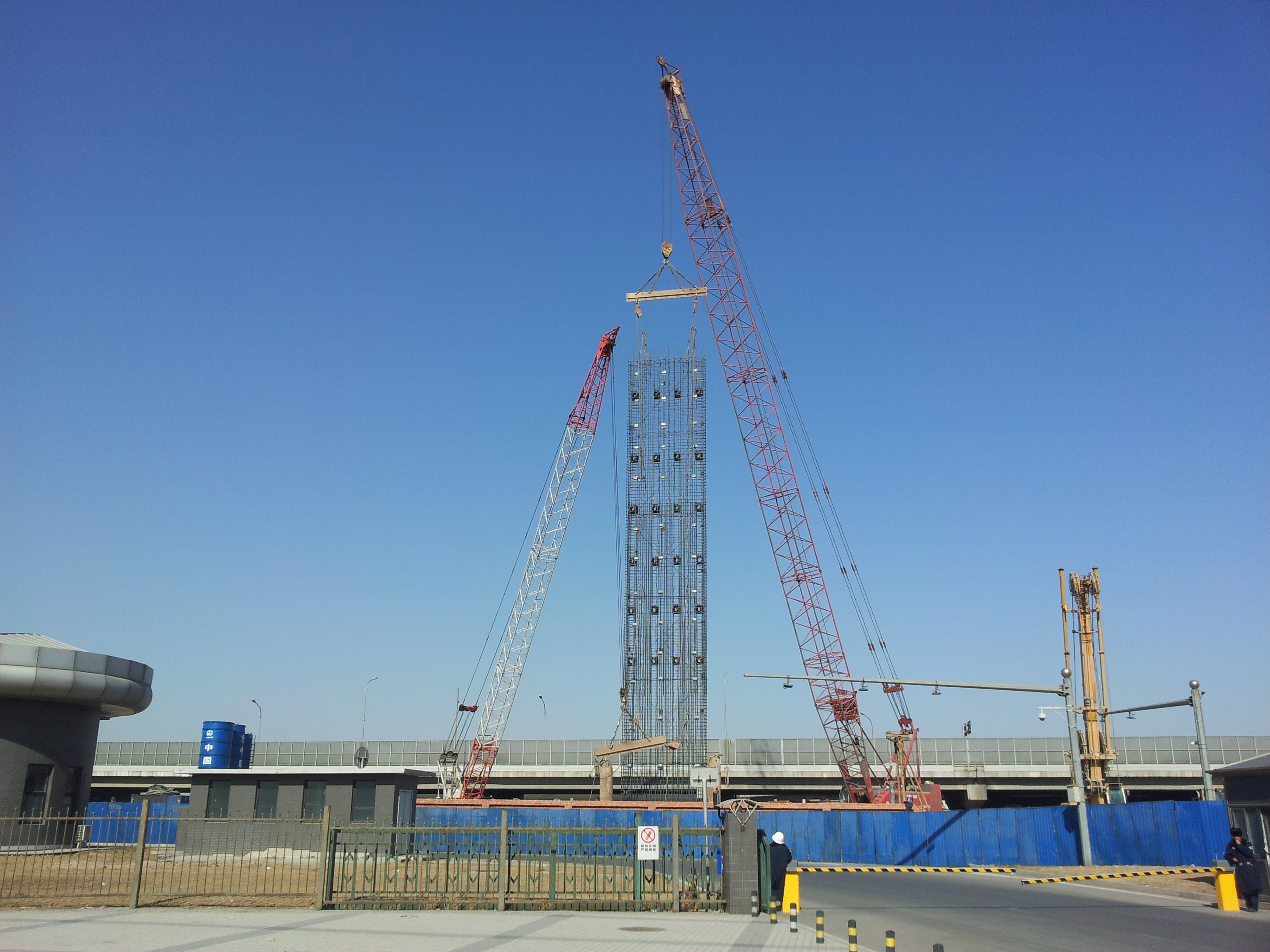
2014년 3월, 시위안역 16호선 지하 다이어프램 벽 강철 케이지 리프팅 공정

2003년 1월 4호선의 역설계 입찰이 시작되어, 당시 계획된 22개 역 중 하나로 계획된 이허위안역(颐和园站)이라는 역명을 사용했다. 2005년 11월 베이징시 기획위원회에서는 지하철 4호선 역명 지정 계획에 대한 세미나를 개최했는데, 본 역의 2가지 역명으로 이허위안역과 시위안 역을 제시했다. 2008년 2월 시위안 역이란 명칭으로 결정했으며, 그 무렵 역은 토건공사가 완료되고 상하 실드터널 구간도 복선으로 연결되었다. 4호선 시위안 역은 2009년 9월 28일 개장했다.
베이징시 계획위는 2010년 하이뎬구가 검토했던 4호선의 북부연장 방안을 대체하기 위해 하이뎬산에서 도심 지역으로 연결되는 신설 철도 노선을 제안했는데, 당시에도 구체적인 방안은 여전히 검토 중이었지만, 시위안은 처음부터 이 노선의 경유지로 간주되는 지역 중 하나였다. 같은 해 11월 베이징-홍콩이 체결한 의향합의서에 따르면 하이뎬산 이후 노선은 16호선의 일부로 편입되어 시위안에서 4호선과 환승하는 것으로 바뀌었다. 2013년 12월, 하이뎬산 이후 노선이 16호선 2기로 바뀌면서 시위안에 건설이 결정되었고, 16호선 시위안도 같은 달 착공했다. 2015년 6월 16일, 16호선 시위안역 역 역사를 본체는 지붕을 덮었다.
16호선 시위안 역은 2016년 11월 8일 단위공사 검수를 거쳤다. 이후 4호선 시위안 역 A출구는 공사 개조로 2016년 11월 12일부터 2016년 12월 1일까지 잠정 폐쇄하였다.